# Список заслуженных мастеров спорта СССР (спортивный туризм)
В список включены спортсмены, имеющие звание заслуженный мастер спорта СССР по спортивному туризму.
| 1952 год |                            |            |                         |  |  |  |
| 1        | Губанов Николай Михайлович | ??.??.1952 | ??.??.1881 — ??.??.1969 |  |  |  |

## 1979
- Давыдов, Вадим Алексеевич
- Леденев, Владимир Павлович
- Мельников, Анатолий Васильевич
- Рахманов, Владимир Федорович
- Хмелевский, Юрий Ильич
- Шишкарёв, Василий Иванович (род. 18.IV.1949)[3]
- Шпаро, Дмитрий Игоревич

## 1989
- Чуков, Владимир Семенович
- Конюхов, Федор Филиппович
- Малахов, Михаил Георгиевич
- Федяков, Анатолий Павлович
- Беляев, Александр Алексеевич